# Tekla Griebel-Wandall
Tekla Griebel-Wandall, née le 26 février 1866 à Randers et morte le 28 juin 1940 à Buddinge (da), est une compositrice et pédagogue danoise.

## Biographie
À l’âge de sept ans, Tekla Griebel-Wandall prend des cours avec son père, le compositeur Theodor Johan Heinrich Griebel (1829-1900). Plus tard, elle étudie le chant et à l’âge de 15 ans elle est admise à l’école de dessin pour femmes. Mais elle est plus intéressée par la musique et, en 1886, elle écrit son premier opéra, Don Juan de Marana (qui sera joué en 1931).
À l’âge de 16 ans, elle commence à enseigner le piano. De 1889 à 1891, elle apprend le chant, le piano, la composition et la théorie musicale à l’Académie royale danoise de musique avec Jørgen Malling (da) et Orla Rosenhoff. En 1896, financée par Nicole Leth, elle étudie à Dresde. En 1902, elle épouse le théologien et auteur Hans Frederik Wandall et continue à enseigner la musique afin de subvenir aux besoins de sa famille. Parmi ses élèves figurent le compositeur d’opéra Peter Cornelius et la pianiste Ellen Gilberg. Tekla Griebel-Wandall meurt le 28 juin 1940,.

## Œuvres (sélection)
Tekla Griebel-Wandall a composé 103 œuvres, des chansons aux petites pièces pour piano en passant par les cantates et les opéras.
- Fem Sange (c. 1893)
- Skjøn Karen (opéra 1894)
- I Rosentiden (ballet 1895)
- Musikalsk Børnehave (1898)
- Fred (cantate 1899)
- Musikteori i korte Træk (1900)
- Naar vi døde vaagner (skuespil 1901)
- Musikteori for Sangere (1905)
- Kantate ved genforeningsfesten for sønderjyske kvinder 1920
- Gækken og Narren (chanson, 1925)
- Hrane (opéra 1925)

## Source
- (en) Cet article est partiellement ou en totalité issu de l’article de Wikipédia en anglais intitulé « Tekla Griebel-Wandall » (voir la liste des auteurs).

1. ↑  « Tekla Griebel Wandall (1866 - 1940) » (consulté le 28 septembre 2010).
2. ↑  (da) « Tekla Griebel Wandall, komponist », sur Dansk Kvindebiografisk Leksikon (consulté le 22 mai 2023).